# Picturehouse
Picturehouse (inne nazwy: Picturehouse Entertainment, Picturehouse Films) – amerykańska niezależna wytwórnia filmowa założona w 2005 roku przez Jona Beaumonta (byłego dyrektora Miramax) i Boba Berneya w celu nabywania, produkcji i dystrybucji filmów, była spółką joint venture utworzoną przez WarnerMedia (wówczas znana jako Time Warner), New Line Cinema i HBO Films.
Berney, który kierował zakupem, marketingiem i dystrybucją, m.in. Moje wielkie greckie wesele (2002) i Pasja (2004), kierował firmą od jej powstania.
8 maja 2008 roku Time Warner ogłosił, że Warner Independent Pictures i Picturehouse zostaną zamknięte. W 2013 roku Picturehouse został ponownie uruchomiony jako odrębny właściciel.

## Wyprodukowane filmy
| Data wydania         | Tytuł polski                            | Tytuł oryginalny                                                        |
| -------------------- | --------------------------------------- | ----------------------------------------------------------------------- |
| 22 lipca 2005        | Ostatnie dni                            | Last Days                                                               |
| 16 września 2005     | Moi starzy i ja                         | The Thing About My Folks                                                |
| 19 października 2005 | Goście                                  | האושפיזין / Ha-Ushpizin                                                 |
| 27 stycznia 2006     | Tristram Shandy: Wielka ściema          | Tristram Shandy: A Cock and Bull Story                                  |
| 14 kwietnia 2006     | Słynna Bettie Page                      | The Notorious Bettie Page                                               |
| 9 czerwca 2006       | Ostatnia audycja                        | A Prairie Home Companion                                                |
| 9 listopada 2006     | Kim jest Jackson Pollock?               | Who the *$&% Is Jackson Pollock?                                        |
| 10 listopada 2006    | Futro. Portret wyobrażony Diane Arbus   | Fur: An Imaginary Portrait of Diane Arbus                               |
| 29 grudnia 2006      | Labirynt fauna                          | El laberinto del fauno                                                  |
| 9 marca 2007         | Miłosna układanka                       | Starter for 10                                                          |
| 1 czerwca 2007       | Gracie                                  | Gracie                                                                  |
| 8 czerwca 2007       | Niczego nie żałuję – Edith Piaf         | La Vie En Rose                                                          |
| 3 sierpnia 2007      | Pieśniarz                               | El Cantante                                                             |
| 10 sierpnia 2007     | Życiowa debata                          | Rocket Science                                                          |
| 17 sierpnia 2007     | The King of Kong: A Fistful of Quarters | The King of Kong: A Fistful of Quarters                                 |
| 14 września 2007     | Jedwab                                  | Silk                                                                    |
| 11 stycznia 2008     | Sierociniec                             | El Orfanato                                                             |
| 8 lutego 2008        | Kabaret na Dzikim Zachodzie             | Wild West Comedy Show: 30 Days & 30 Nights – Hollywood to the Heartland |
| 29 lutego 2008       | Mój przyjaciel lis                      | Le Renard et l’enfant                                                   |
| 28 marca 2008        | Gazu, mięczaku, gazu!                   | Run Fatboy Run                                                          |
| 6 czerwca 2008       | Czyngis-chan                            | Монгол                                                                  |
| 2 lipca 2008         | Kit Kittredge: Amerykańska dziewczyna   | Kit Kittredge: An American Girl                                         |
| 12 września 2008     | Kobiety                                 | The Women                                                               |
| 20 stycznia 2009     | Śmierć się śmieje                       | Amusement                                                               |
| 4 października 2013  | Metallica Through the Never             | Metallica: Through the Never                                            |
| 17 września 2014     | Gość                                    | The Guest                                                               |
| 17 lipca 2015        | Gloria                                  | Gloria                                                                  |
| 9 października 2015  | Big Stone Gap                           | Big Stone Gap                                                           |
| 28 sierpnia 2020     | Fatima                                  | Fatima                                                                  |